# Lucena (Paraíba)
Pour les articles homonymes, voir Lucena (homonymie).
Lucena est une ville brésilienne du littoral de l'État de la Paraíba. Sa population était estimée à 10 943 habitants en 2007. La municipalité s'étend sur 89 km2.
Elle fait partie de la région métropolitaine de João Pessoa.